# Do You Really Want to Hurt Me
«Do You Really Want to Hurt Me» (¿Realmente quieres lastimarme?) es una canción de la banda británica Culture Club, que fue publicada como sencillo el 1 de septiembre de 1982 y forma parte de su álbum debut Kissing to Be Clever. Fue la gran revelación musical aquel año 1982, ya que vendió muchas copias y significó el puntapié inicial para la banda.

## Historia de la canción
Esta canción fue escrita por el cantante Boy George, inspirada y dedicada con puño y letra al baterista Jon Moss, que fue su pareja "secreta" durante seis años. Ambos vivieron sus aventuras amorosas cuando eran parte de la banda, pero a pedido de su mánager tuvieron que esconder la relación ante la prensa y los fanes con el fin de evitar las polémicas en el mejor momento de la banda.
Esto hizo que Boy George muchas veces se sintiera herido y muy triste, porque su amor era verdadero
Boy George llegó con la letra de la canción bajo el brazo a los estudios de grabación donde la banda preparaba su primer LP. Luego de tocar su nueva composición, la banda decidió ponerle ritmo de reggae a esa preciosa letra que había cantado su vocalista.
Así fue como el grupo empezó a trabajar la canción a ritmo de reggae, el cual mezclaron con delicados arreglos musicales, que hacen de la canción una pieza histórica en la música de la década del '80.
Luego de grabarla y editarla para el disco, la banda decidió que "Do You Really Want to Hurt Me" fuera lanzada como sencillo promocional de su disco.
En un principio, Boy George se oponía a que la canción fuera lanzada como sencillo promocional, ya que consideraba que su canción era demasiado personal y contenía en sus letras una historia que lo tenía muy angustiado.
Sobre ese momento crucial para la banda, Boy George comentó en una extensa entrevista con la Q Magazine en septiembre de 2008: "Sobre esos dos primeros sencillos... bueno, era nuestra última oportunidad para promocionarnos. Había amenazado al resto de la banda y a los productores que si lanzaban la canción yo me iba del grupo. Es que esa canción no era del estilo de Culture Club, no eramos nosotros. Parecía más una canción de Spandau Ballet. Pero me equivoqué... Es que era una canción muy personal, además trataba sobre Jon (Moss), y de ahí en adelante todas las canciones se referían a él ..." 
Musicalmente, "Do You Really Want To Hurt Me", es una canción perfecta y muy bien construida a partir del reggae.
Boy George señaló en el libro 1000 UK # 1 Hits (de los periodistas Jon Kutner y Spencer Leigh): "La música de esta canción es simple. Pero estoy de acuerdo con aquellos que dice que las canciones más potentes del mundo son las que hablan de amor y esta es una de ellas. Todos pueden entenderlas, especialmente los jóvenes que siempre están perdiendo y ganando en el amor. Al final del día, todo el mundo quiere tener un amor".
"Do You Really Want to Hurt Me" fue un éxito total en los rankings de todo el mundo y de paso le dio a la banda la fama necesaria para seguir en carrera por varios años más.
Llegó al primer lugar en los UK Singles Chart, y se mantuvo ahí por tres semanas. Mientras que en Estados Unidos la canción llegó a la segunda casilla del Billboard Hot 100 en marzo de 1983.

## Video musical
El video fue dirigido por Julien Temple. Empieza mostrando a Boy George enjuiciado por un crimen. El juez se niega a escuchar sus descargos, prejuzgándolo por su apariencia. Mientras, un coro de chicas afro cantan detrás, como ángeles y un jurado aparece con la cara maquillada de negro haciendo gestos al estilo "Jazz hands". El acusado comienza el recuento de los hechos: en 1936, en el club Gargoyle, es echado por la fuerza ante la mirada desaprobatoria de los parroquianos. En otro hecho, en 1957, nada parece haber cambiado y sucede lo mismo en el Dolphin Square Heath Club, pero Boy se desmaterializa antes de que lo echen de la pileta. El juez termina encarcelando a la estrella pop. Un miembro de la banda, Mikey Craig, no estaba en el video, y fue reemplazado por su hermano Greg. En el video George, viste un atuendo con una escritura en hebreo que dice "Tarbut Agudda" (תַּרְבּוּת אֲגֻדָּה) Intenta ser una traducción del nombre de la banda, pero aparece mal escrita.

## Músicos
- Boy George - voz principal y coros
- Roy Hay - guitarra eléctrica
- Mikey Craig - bajo
- Jon Moss - batería y caja de ritmos

Músicos adicionales
- Helen Terry - coros
- Colin Campsie - coros
- Denisse Sponner - coros
- Phil Pickett - sintetizadores, piano eléctrico y coros

## Lista de canciones
| Vinyl, 7", 45 RPM, Single |                                 |                                         |          |  |
| N.º                       | Título                          | Escritor(es)                            | Duración |  |
| 1.                        | «Do You Really Want To Hurt Me» | R. Hay - J. Moss - M. Craig - G. O'Dowd | 4:23     |  |
| 2.                        | «You Know I'm Not Crazy»        | R. Hay - J. Moss - M. Craig - G. O'Dowd | 3:35     |  |

| Vinyl, 12", 45 RPM [Canadá] |                                                                   |              |          |  |
| N.º                         | Título                                                            | Escritor(es) | Duración |  |
| 1.                          | «Do You Really Want To Hurt Me»                                   | Culture Club | 4:22     |  |
| 2.                          | «Do You Really Want To Hurt Me (Dub Version)» (Feat. Papa Weasel) | Culture Club | 3:38     |  |
| 3.                          | «Love Is Cold (You Were Never No Good)»                           | Culture Club | 4:24     |  |

## Posicionamiento en listas y certificaciones
| Lista (1982-1983)                      | Mejor posición |
| -------------------------------------- | -------------- |
| Alemania (Offizielle Deutsche Charts)  | 1              |
| Australia (ARIA)                       | 1              |
| Austria (Ö3 Austria Top 40)            | 1              |
| Bélgica (Flandes) (Ultratop 50)        | 1              |
| Canadá (RPM Top Singles)               | 1              |
| Estados Unidos (Billboard Hot 100)     | 2              |
| Estados Unidos (Hot R&B/Hip-Hop Songs) | 39             |
| Estados Unidos (Adult Contemporary)    | 8              |
| Estados Unidos (Mainstream Rock)       | 21             |
| Finland (Official Finnish Charts)      | 12             |
| Irlanda (IRMA)                         | 1              |
| Italia (FIMI)                          | 2              |
| Japón (Oricon Chart)                   | 23             |
| Noruega (VG-lista)                     | 2              |
| Nueva Zelanda (Recorded Music NZ)      | 2              |
| Países Bajos (Mega Single Top 100)     | 2              |
| Reino Unido (UK Singles Chart)         | 1              |
| Sudáfrica (Springbok)                  | 11             |
| Suecia (Sverigetopplistan)             | 1              |
| Suiza (Schweizer Hitparade)            | 1              |
| Lista (2005)                           | Mejor posición |
| Bélgica (Valonia) (Ultratop 50)        | 24             |
| Francia (SNEP)                         | 16             |

| País        | Organismo certificador | Certificación    | Ventas    |
| ----------- | ---------------------- | ---------------- | --------- |
| Alemania    | BVMI                   | Disco de Oro     | 250 000^  |
| Canadá      | CRIA                   | Disco de Platino | 150 000^  |
| Francia     | SNEP                   | Disco de Oro     | 1 040 000 |
| Reino Unido | BPI                    | Disco de Oro     | 500 000^  |

## Otras versiones
- En el año 1991, la banda estadounidense Violent Femmes lanzó su versión incluida en su álbum Why Do Birds Sing?.
- Diana King, incluyó la versión de esta canción en el álbum Think Like a Girl, realizada en el año 1997.
- En 2005, fue versionada por la banda alemana de pop Blue Lagoon, incluida en su álbum Club Lagoon.
- En 2006, el músico alemán Thomas Anders, realizó su versión incluida en el álbum Songs Forever.
- Amanda Lear grabó una versión dance incluida en su álbum lanzado en 2010, Brief Encounters Reloaded.[30]